# Gäserz
Gäserz (toponimo tedesco) è una frazione di 60 abitanti del comune svizzero di Brüttelen, nel Canton Berna (regione del Seeland, circondario del Seeland).

## Storia

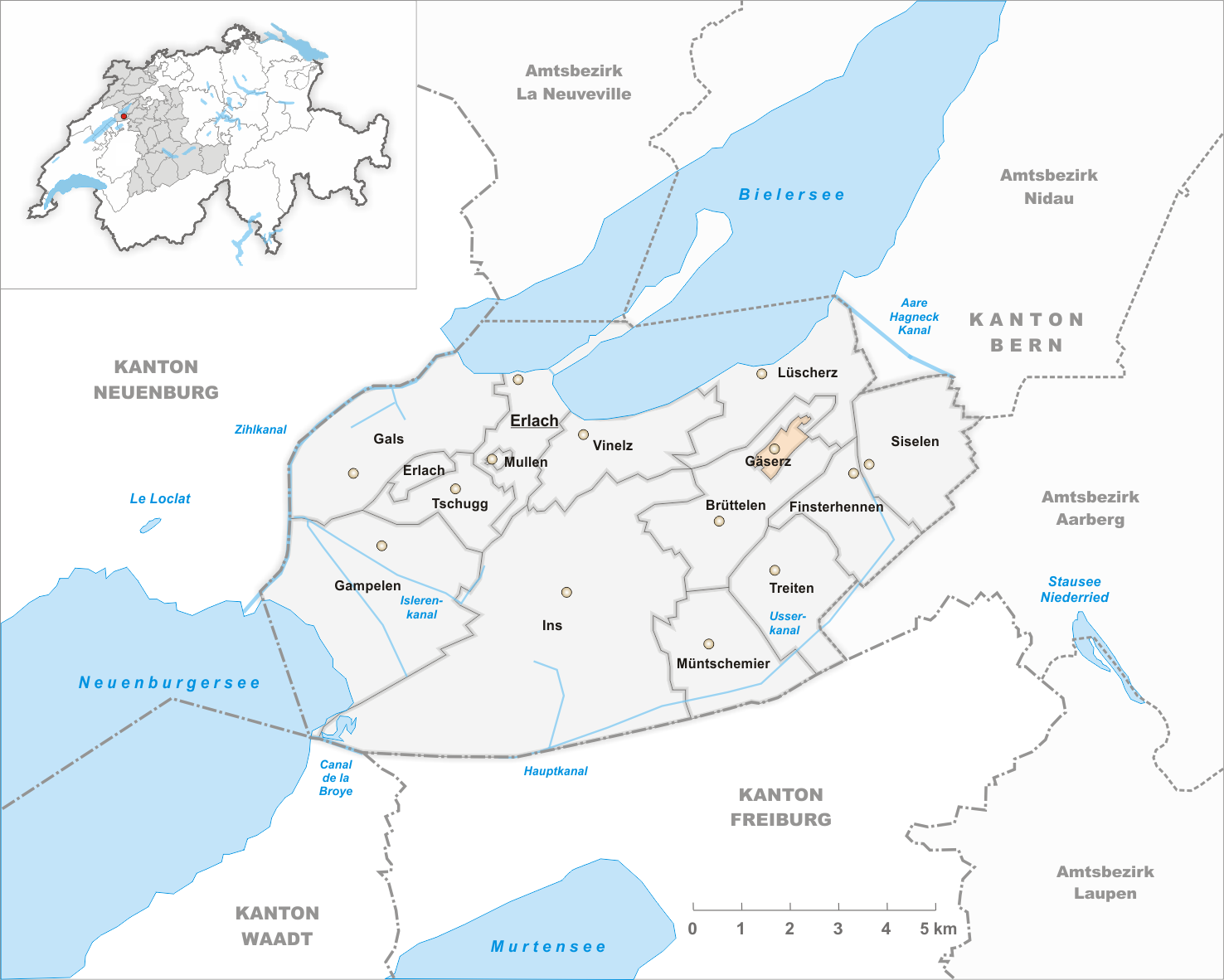
Il territorio del comune di Gäserz prima degli accorpamenti comunali del 1917

Già comune autonomo appartenente al distretto di Erlach, nel 1917 è stato accorpato a Brüttelen.

## Società

### Evoluzione demografica
L'evoluzione demografica è riportata nella seguente tabella:
Abitanti censiti

## Amministrazione
Ogni famiglia originaria del luogo fa parte del comune patriziale che ha la responsabilità della manutenzione di ogni bene comune.